# قلعة هيت
قلعة هيت القلْعَة في اللغة: الحصن الممتنع في جبل، جمعها قِلاعٌ وقِلَعٌ وقَلُوعٌ ؛ فهي الحصن المشرف المنيع. كانت هيت إلى زمن قصير تنحصر بيوتها فوق تل أثري (على غرار كركوك و أربيل ) في وسطه منارة شبيهة بمنارة المعمورة. وتحيط بالتل بقايا خندق على هيئة نصف دائرية نهايتاه تلتقيان بنهر الفرات.

## أبواب القلعة
كان الدخول إلى قلعة المدينة يتم عبر بابين رئيسيين هما: الباب الغربي، والباب الشرقي، وقد ظلت مداخل هذين البابين قائمة إلى وقت قريب تبدو عليها معالم المتانة والمنعة، وكان الدخول والخروج من وإلى المناطق الزراعية والبساتين من الباب الغربي، وهو طريق الوصل بين المدينة والبادية وبلاد الشام. أما الباب الشرقي فمن خلاله كان الدخول والخروج من وإلى (فرضة المدينة) وهي مينائها المعروف بـإسم (الإسكله) وفيه ترسو جميع وسائط النقل النهري آنذاك مثل: العسائب (الكايات) والشخاتير والزوارق، فضلاً عن أنه كان بمثابة سوقاً للتبادل التجاري لما تصدره المدينة وما تستورده من مواد مختلفة، وفي الإسكله كانت تصنع بعض وسائل النقل النهري. وهناك باب ثالث ينحدر من القلعة باتجاه نهر الفرات (الجهة الشمالية)، ويقع قرب جامع الفاروق ويعرف بباب (السٍنْجَهْ)، وهو باب الدخول إلى مدينة هيت القديمة (القلعة) من جهة نهر الفرات. ويعتقد أن هذا الباب قد فتح عوضاً عن النفق السري (باب السر) المحتمل وجوده كما هو الحال في أغلب القلاع الآشورية والغرض منه ربط القلعة بالنهر لإستخدامه في الحالات الضرورية مثل: جلب الماء والمؤن وقت الحصار الطويل، أو يستخدم لإيصال الإمدادات، وربما للهرب وقت الضيق. ولا يوجد للقلعة باب رابع كما يظن بعض الباحثين، لأنَّ الباب الواقع في الجهة الجنوبية للمدينة (باب الدَرَج) لم يكن باباً قائماً، بل هو منفذ فتح في وقت لاحق بعد أن جفَّ الخندق وتهدم سور المدينة،
وتقع قلعة ه‍يت في محافظة الأنبار وتحديداً في أقصى غرب العراق على بعد (170) كم غرب العاصمة بغداد وعلى الضفة اليمنى لنهر الفرات . أن هذه القلعة يعود تاريخها إلى فترة سرجون الأكدي حيث وردت عدة إشارات تشير إلى جلب العراقيين القدماء مادة القير من بلدة هيت،

## الأهمية والمواصفات
تعتبر قلعة هيت واحدة من ثلاث قلاع مهمة انتشرت في العراق، وهي تحتل مكانة مهمة في التاريخ مثل قلعة أربيل أو قلعة كركوك، وتشير المصادر التاريخية إلى أن سفينة نوح قد تم طلاؤها من قار المدينة الذي لا يزال يعرف بجودته، كما أن مدينة بابل التاريخية قد استخدمت قار مدينة هيت لطلاء أبراجها، تلك بعض الشواهد التي يستند إليها المؤرخون عند الإشارة إلى العمق التاريخي لهذه المدينة وقلعتها.
ترتفع قلعة هيت حوالي 14 متراً عن مستوى سطح نهر الفرات، ولا يتجاوز عدد المنازل فيها ( 150) منزلاً، مساحة الواحد منها (40) متراً، وبها أزقة ضيقة عرضها يقترب من المترين، إضافة إلى قرابة (100) ديوان أعدت لإستقبال الضيوف وعابري السبيل المارين بمدينة هيت إلى مدن العالم الأخرى. كانت قلعة هيت تصنف ضمن أوائل المدن التاريخية القديمة، فهي ثالث المدن التاريخية بعد مدينة أريحا في فلسطين ومدينة دمشق في سوريا. أن القلعة كانت محاطة بسور له أربعة أبواب، بعضها كان مرتفعاً لمراقبة السفن، كما أن المدينة كانت محاطة بالمياه وخندق كان بمثابة طوق أمني لحماية المدينة.